# Mission District (San Francisco)
Ne doit pas être confondu avec Mission Street.
Mission District est le quartier le plus ancien de San Francisco : aménagé par les Espagnols, il doit son nom à la première mission espagnole fondée en 1791 (Mission Dolores). Celle-ci a été le centre de l'évangélisation franciscaine dans la région. Mission accueille toujours une importante communauté hispanique. On y trouve une grande variété de peintures murales. Mission Dolores est également l'un des plus vieux bâtiments de San Francisco.

## Population
Si le quartier est une mosaïque de personnes d'origines diverses, la plupart des gens sont pauvres et de descendance latino-américaine. On y parle de nombreuses langues, dont l'espagnol, le chinois, l'arabe, le grec, le tagalog, le samoan, le russe, et d'autres langues asiatiques. Le quartier de Mission possède un micro-climat bien ensoleillé grâce aux collines qui le préservent des brouillards. Il est bien connecté au reste de la ville grâce à un bon réseau de transport (deux gares du BART, le réseau de métro de la ville). La densité de population est supérieure à la moyenne de San Francisco (6 000 habitants par kilomètre carré selon le Bureau du Recensement américain). Le taux de criminalité y est supérieur au reste de la ville.
Il y a aussi des clubs de mode sur les rues Valencia, avec ses clients jeunes, « techno-hip », relativement aisés. On y trouve une forte concentration de librairies indépendantes. En novembre se tient la procession nocturne de la fête des morts, inspirée des traditions mexicaines.
En 2000, la population s'élevait à 74 633 habitants ; elle était composée de 52,4 % de Caucasiens, 46,1 % d'Hispaniques, 12,3 % d'Asiatiques et 4,2 % d'Afro-Américains, et son revenu moyen était de 24 609 dollars.
Le quartier a subi les effets de la spéculation foncière.